# Palacio de Piombino
El Palacio Piombino era un palacio de Roma situado a lo largo de la Via del Corso, en el lado oriental de la Piazza Colonna, que perteneció a varias familias, tomando el nombre de Piombino durante el siglo XIX del feudo principal de los Boncompagni Ludovisi, la última familia en poseer él.

## Historia

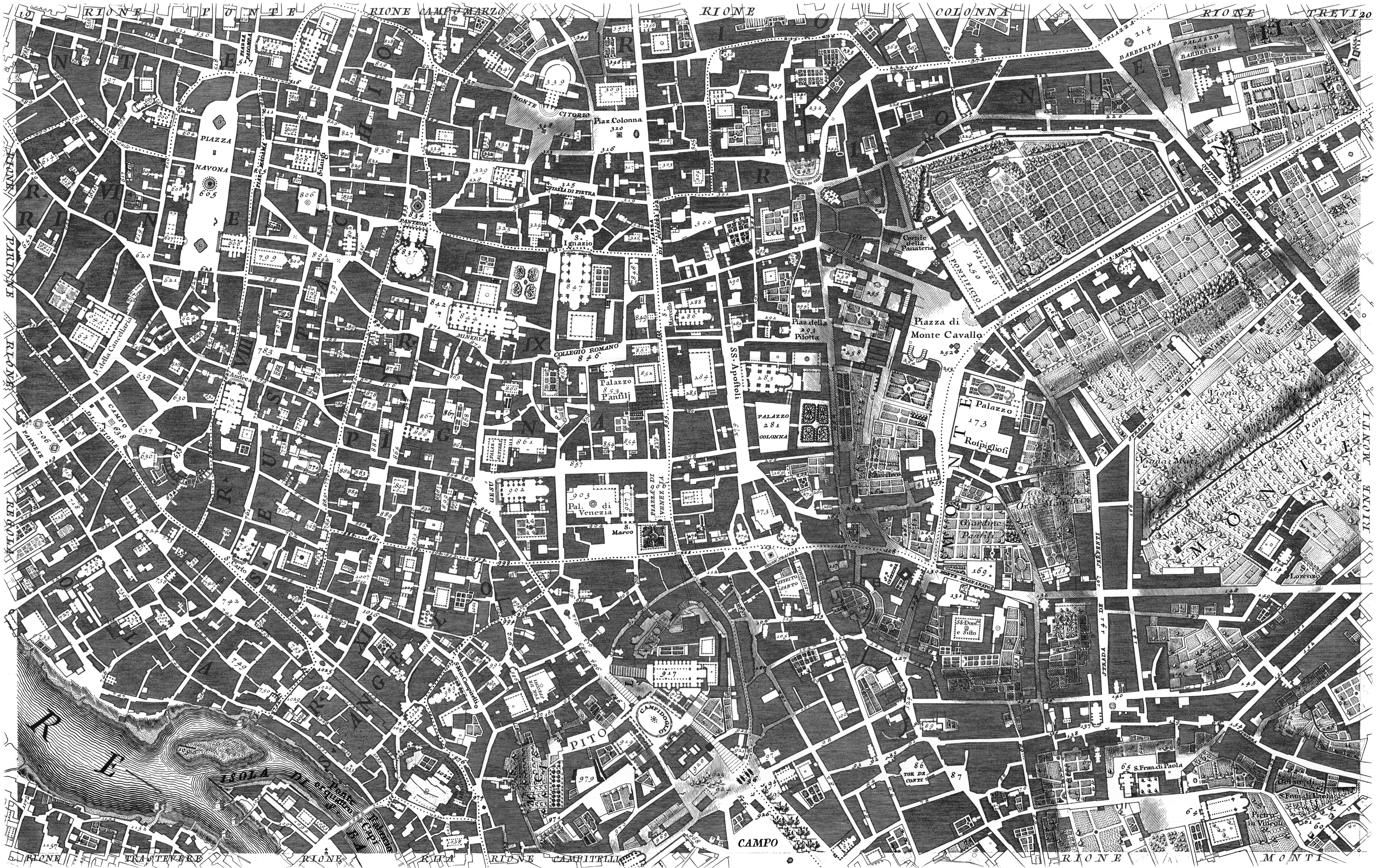
En el no. 306 cerca de Piazza Colonna el plano del entonces Palacio Spada en el Plan de Roma de Giovanni Battista Nolli

El palacio fue encargado por Cosimo Giustini en el barrio de Colonna a partir de la reestructuración en abril de 1580 de algunas casas compradas por las familias Normanni y Alberini en la actual isla de la galería Colonna. Fue terminado en 1588 y ampliado en 1594 según un proyecto por Giacomo della Porta. A la muerte de Della Porta, Carlo Lambardi  se hizo cargo de las obras y, debido a la muerte repentina del cliente, fallecido por asesinato, realizó modestas intervenciones. En 1609 fue adquirida por el cardenal Fabrizio Veralli que encargó la pintura de la galería a Pomarancio y en 1636 pasó por herencia, junto con la rica colección de mármoles y esculturas, al marqués Orazio Spada en cuya familia permaneció hasta 1819 cuando fue Comprado por Luigi I Boncompagni. Ludovisi, príncipe de Piombino, que vivió allí en alquiler desde 1797, de donde el edificio toma su nombre. Este último encargó entre 1820 y 1822 otras obras de renovación de la fachada del edificio, realizando las dos puertas laterales y colocando contra ellas dos pares de columnas de mármol cipolino. 
Con la aprobación del Plan Director de 1883 se estableció la ampliación de un tramo de Via del Corso, por lo que algunos edificios, entre ellos el Palacio Piombino, fueron destinados a la demolición en 1889, a pesar de la oposición de los propietarios, inicialmente con el único fin de ampliar la plaza. Se dice que Baldassarre Boncompagni Ludovisi, conocido matemático y erudito, propietario de una famosa biblioteca científica (650 manuscritos y aproximadamente 20.000 volúmenes), ofreció sin éxito su biblioteca al Municipio para salvar el palacio. Del edificio quedaron las dos cariátides situadas en la puerta de entrada esculpidas por Angelo Laldini y Ruggero Bescapè, luego colocadas a la entrada del jardín del nuevo palacio de Piombino en el barrio Ludovisiano.
Entre los diversos proyectos de recalificación del área liberada por el edificio prevaleció el propuesto por el arquitecto Dario Carbone (1912), con la construcción en su lugar de la Galería Colonna, más tarde Alberto Sordi, inaugurada en 1922.
La familia Boncompagni reconstruyó cerca de su villa un nuevo palacio diseñado por Gaetano Koch, que tomó el nombre de Palazzo Margherita cuando pasó a la familia Saboya en 1900.